# Nový Rychnov
Nový Rychnov – gmina w Czechach, w powiecie Pelhřimov, w kraju Wysoczyna. 1 stycznia 2014 liczyła 1044 mieszkańców.